# Matthias Blazek
Matthias Blazek (født 1966 i Celle i Tyskland) er en tysk journalist og lokalhistoriker.

## Liv
Matthias Blazek opvoksede i Hannover og fik sin studentereksamen på den lokale Luther Skole i 1987.
Fra 1987 til 1999 var han ved signaltropperne i det tyske forsvar, og var perioden 1994–1999 tilligemed den Tyske Militære Repræsentant i Frankrig, der er baseret i Fontainebleau. Fra 1999 til 2002 studerede han på College of General Administration i Hildesheim. I dag bor han med sin kone og tre børn i Adelheidsdorf.
Fra 2001 er Blazek byrådsmedlem – først for SPD medlem siden som partiløs medlem af en borgerfraktion i Adelheidsdorf. Han var formand for finansudvalget 2006–2011 i Wathlingen Amt og er i den nuværende valgperiode leder af Bündnis 90/Die Grünen samme steds.
Siden 1997 har Matthias Blazek skrevet flere lokalhistoriske bøger og videnskabelige artikler. 2007 til 2008 var han redaktør på Celler Blickpunkt.

## Værker (i udvalg)
- Dörfer im Schatten der Müggenburg. Celle 1997
- L’Histoire des Sapeurs-Pompiers de Fontainebleau. Fontainebleau 1999
- Die Geschichte der Bezirksregierung Hannover im Spiegel der Verwaltungsreformen. ibidem, Stuttgart 2004, ISBN 3-89821-357-9
- Hexenprozesse – Galgenberge – Hinrichtungen – Kriminaljustiz im Fürstentum Lüneburg und im Königreich Hannover. ibidem, Stuttgart 2006, ISBN 3-89821-587-3
- Das niedersächsische Bandkompendium 1963–2003. Celle 2006, ISBN 978-3-00-018947-0
- Das Löschwesen im Bereich des ehemaligen Fürstentums Lüneburg von den Anfängen bis 1900. Adelheidsdorf 2006, ISBN 978-3-00-019837-3
- Das Kurfürstentum Hannover und die Jahre der Fremdherrschaft 1803–1813. ibidem, Stuttgart 2007, ISBN 3-89821-777-9
- 75 Jahre Niedersächsische Landesfeuerwehrschule Celle 1931–2006. Celle 2007, ISBN 978-3-00-019333-0
- Celle – Neu entdeckt. Schadinsky, Celle 2007, ISBN 978-3-9812133-0-0
- Geschichten und Ereignisse um die Celler Neustadt. Stadt Celle, Celle 2008, ISBN 978-3-00-019698-0
- Die Hinrichtungsstätte des Amtes Meinersen. ibidem, Stuttgart 2008, ISBN 978-3-89821-957-0
- Haarmann und Grans – Der Fall, die Beteiligten und die Presseberichterstattung. ibidem, Stuttgart 2009, ISBN 978-3-89821-967-9
- Carl Großmann und Friedrich Schumann – Zwei Serienmörder in den zwanziger Jahren. ibidem, Stuttgart 2009, ISBN 978-3-8382-0027-9
- Unter dem Hakenkreuz: Die deutschen Feuerwehren 1933–1945. ibidem, Stuttgart 2009, ISBN 978-3-89821-997-6
- Wathlingen – Geschichte eines niedersächsischen Dorfes, Band 3. Wathlingen 2009, ISBN 978-3-00-027770-2
- Scharfrichter in Preußen und im Deutschen Reich 1866–1945. ibidem, Stuttgart 2010, ISBN 978-3-8382-0107-8
- Die Geschichte des Feuerwehrwesens im Landkreis Celle. ibidem, Stuttgart 2010, ISBN 978-3-8382-0147-4
- Im Schatten des Klosters Wienhausen – Dörfliche Entstehung und Entwicklung im Flotwedel, ausgeführt und erläutert am Beispiel der Ortschaften Bockelskamp und Flackenhorst. ibidem, Stuttgart 2010, ISBN 978-3-8382-0157-3
- Die Anfänge des Celler Landgestüts und des Celler Zuchthauses sowie weiterer Einrichtungen im Kurfürstentum und Königreich Hannover 1692–1866. ibidem, Stuttgart 2011, ISBN 978-3-8382-0247-1
- Die Grafschaft Schaumburg 1647–1977. ibidem, Stuttgart 2011, ISBN 978-3-8382-0257-0
- „Herr Staatsanwalt, das Urteil ist vollstreckt.“ Die Brüder Wilhelm und Friedrich Reindel – Scharfrichter im Dienste des Norddeutschen Bundes und Seiner Majestät 1843–1898. ibidem, Stuttgart 2011, ISBN 978-3-8382-0277-8
- „Wie bist du wunderschön!“ Westpreußen – Das Land an der unteren Weichsel. ibidem, Stuttgart 2012, ISBN 978-3-8382-0357-7
- Die Schlacht bei Trautenau – Der einzige Sieg Österreichs im Deutschen Krieg 1866. ibidem, Stuttgart 2012, ISBN 978-3-8382-0367-6
- Die Geschichte des Hamburger Sportvereins von 1887: 125 Jahre im Leben eines der populärsten Fußballvereine. Mit einem besonderen Blick auf die Vorgängervereine, die Frühzeit des Hamburger Ballsports und das Fusionsjahr 1919. ibidem, Stuttgart 2012, ISBN 978-3-8382-0387-4
- Seeräuberei, Mord und Sühne – Eine 700-jährige Geschichte der Todesstrafe in Hamburg 1292–1949. ibidem, Stuttgart 2012, ISBN 978-3-8382-0457-4
- Die geheime Großbaustelle in der Heide – Faßberg und sein Fliegerhorst 1933–2013. ibidem, Stuttgart 2013, ISBN 978-3-95538-017-5
- The Mamas and The Papas – Flower-Power-Ikonen, Psychedelika und sexuelle Revolution. ibidem, Stuttgart 2014, ISBN 978-3-8382-0577-9
- Die Jagd auf den Wolf – Isegrims schweres Schicksal in Deutschland. Beiträge zur Jagdgeschichte des 18. und 19. Jahrhunderts. ibidem, Stuttgart 2014, ISBN 978-3-8382-0647-9
- Großmoor. Adelheidsdorf 2014, ISBN 978-3-00-045759-3
- Memoirs of Carl Wippo – Lebenserinnerungen von Carl Wippo. Beiträge über die Auswanderung nach Nordamerika aus dem Königreich Hannover in den Jahren 1846–1852. ibidem, Stuttgart 2016, ISBN 978-3-8382-1027-8

## Skrevet om Matthias Blazek
- Oskar Ansull: Himmel, welch ein Land! LANDKREIS & LITERATUR – Eine Sichtung. celler hefte 7-8 (Double emne), offentliggjort af RWLE Möller Stiftung, Celle 2010, ISBN 978-3-9813668-3-9, S. 59–60